# Gmina Czernica
Gmina Czernica je polská vesnická gmina v okrese Vratislav v Dolnoslezském vojvodství. Sídlem gminy je ves Czernica. V roce 2011 zde žilo 11 820 obyvatel.
Gmina má rozlohu 84,18 km² a zabírá 7,54% rozlohy okresu. Skládá se ze 13 starostenství.

## Starostenství
Chrząstawa Mała, Chrząstawa Wielka, Czernica,
Dobrzykowice, Gajków, Jeszkowice, Kamieniec Wrocławski, Krzyków, Łany, Nadolice Małe, Nadolice Wielkie, Ratowice, Wojnowice